# 三条町 (さいたま市)
三条町（さんじょうまち）は、埼玉県さいたま市西区の大字。飛地が存在する。郵便番号は331-0056。

## 地理
さいたま市西区南西部の沖積平野（荒川低地）に位置する農業地域。地区の東部に古入間川の自然堤防があり、県道や古くからの民家がある。地区の北側から東側にかけて大字植田谷本に、南側で大字島根に、西側で大字昭和や大字中野林に隣接する。地内は全域が市街化調整区域である。荒川堤防に近く、耕地整理された水田が広がる。荒川河川敷の東京健保組合運動場内に、入会地由来の飛地がある。

### 小字
- 社根[7]、東、上敷、前田、宮田、押付田、井堀、松の木、塚田、円蔵寺、八貫野

## 歴史
もとは江戸期より存在した武蔵国足立郡植田谷領に属する三条町村であった。村高は、『武蔵田園簿』では209石余（田20町余、畑6町余）、『元禄郷帳』では228石余、『天保郷帳』では242石余。助郷は中山道大宮宿に出役していたが、正徳・安永年間は日光御成街道大門宿にも当分助郷を負担していた。化政期の戸数は35軒で、村の規模は東西6町、南北3町余であった。地名は、当地で条里制がしかれていたことにちなむ。
- 初めは幕府領、1613年（慶長18年）より知行は旗本伊奈氏（旗本領）となる[4]。なお、検地は1690年（元禄3年）に実施。
- 1699年（元禄12年）より荒れ地が新たに開墾され、当地の知行は旗本小笠原氏となる[4]。なお、享保年間（1716年 - 1736年）に開発された幕府領の八貫野新田がある。
- 1828年（文政11年）より大宮宿寄場55か村組合に所属していた[4]。
- 幕末の時点では足立郡に属し、明治初年の『旧高旧領取調帳』の記載によると、旗本伊奈兵庫および小笠原七右衛門の知行であった[9]。
- 1868年（慶応4年）6月19日：武蔵知県事・山田政則（忍藩士）の管轄となる。
- 1869年（明治2年） 
  - 1月13日：武蔵知県事・宮原忠英の管轄区域に大宮県を設置、同県の管轄となる。県庁は東京府馬喰町に置かれる。
  - 9月29日：県庁が浦和に置かれ、浦和県に改称。
  - 12月2日：地内の旗本領が上知され、浦和県の管轄となる（府藩県三治制も参照）。
- 1871年（明治4年）11月13日：第1次府県統合により埼玉県の管轄となる。
- 1879年（明治12年）3月17日：郡区町村編制法により成立した北足立郡に属す。郡役所は浦和宿に設置。
- 1889年（明治22年）4月1日：町村制施行に伴い、三条町村は北足立郡植田谷本村・水判土村・佐知川村・中野林村・飯田村・島根村と合併し植水村となり、植水村の大字三条町となる[4]。
- 1955年（昭和30年）1月1日：植水村が指扇村・馬宮村・片柳村・七里村・春岡村とともに大宮市に編入される[10]。大宮市の大字となる。
- 1980年（昭和55年）4月：大宮市立植水中学校（現・さいたま市立植水中学校）が、大宮市立三橋中学校（現・さいたま市立三橋中学校）より分離し、地内に再開校する[11]。
- 2001年（平成13年）5月1日：浦和市・大宮市・与野市が合併し、さいたま市が発足。同市の大字となる。
- 2003年（平成15年）4月1日：さいたま市が政令指定都市に移行し、同市西区の大字となる。

## 世帯数と人口
2017年（平成29年）9月1日時点の世帯数と人口は、以下のとおりである。
| 大字       | 世帯数  | 人口  |
| ---------- | ------- | ----- |
| 大字三条町 | 208世帯 | 544人 |

## 小・中学校の学区
市立小・中学校に通う場合、学区（校区）は以下のとおりとなる。
| 区域 | 小学校                 | 中学校                 |
| ---- | ---------------------- | ---------------------- |
| 全域 | さいたま市立植水小学校 | さいたま市立植水中学校 |

## 交通

### 鉄道
地区内に鉄道は敷設されていない。JR大宮駅までは下記バスで約30分。

### 道路
- 埼玉県道57号さいたま鴻巣線 - 旧・県道井戸木中野林浦和線[5]。

### 路線バス
大宮駅西口方面からの路線バスが運行されている。
西武バス大宮営業所
地区内は「三条町東」、「大宮南高校」、「三条町」停留所が設置されている
さいたま市西区コミュニティバス
地区内は「三条町東」、「大宮南高校」、「三条町西」停留所が設置されている。

## 施設
- 埼玉県立大宮南高等学校（学校住所は大字植田谷本）
- さいたま市立植水中学校
- 三条町自治会館
- 阿弥陀堂